# Fushan, Linfen
Fushan är ett härad som lyder under Linfens stad på prefekturnivå i Shanxi-provinsen i norra Kina.